# 第53次長期滞在
第53次長期滞在（だい53じちょうきたいざい、2017年9月 - 12月）は、2017年9月2日のソユーズMS-04の出発で開始され、2017年12月14日のソユーズMS-05の出発まで継続された国際宇宙ステーションでの53回目の長期滞在。ランドルフ・ブレスニク、パオロ・ネスポリおよびセルゲイ・リャザンスキーが第52次長期滞在から移行し、ブレスニックが指揮を引き継いだ。第53次長期滞在から第54次長期滞在への指揮権の移行は2017年12月13日に行われた。公式には第53次長期滞在は、ソユーズMS-05がドッキング解除した2017年12月14日 5:14 UTCに終了した。

## クルー
| ポジション            | 第1期 （2017年9月2日 - 9月13日）                    | 第2期 （2017年9月14日 – 12月14日）                  |
| --------------------- | --------------------------------------------------- | --------------------------------------------------- |
| 船長                  | ランドルフ・ブレスニク、NASA 2回目の宇宙飛行        | ランドルフ・ブレスニク、NASA 2回目の宇宙飛行        |
| 第1フライトエンジニア | セルゲイ・リャザンスキー、RSA 2回目で最後の宇宙飛行 | セルゲイ・リャザンスキー、RSA 2回目で最後の宇宙飛行 |
| 第2フライトエンジニア | パオロ・ネスポリ、ESA 3回目で最後の宇宙飛行         | パオロ・ネスポリ、ESA 3回目で最後の宇宙飛行         |
| 第3フライトエンジニア |                                                     | アレクサンダー・ミシュルキン、RSA 2回目の宇宙飛行   |
| 第4フライトエンジニア |                                                     | マーク・T・ヴァンデハイ、NASA 1回目の宇宙飛行       |
| 第5フライトエンジニア |                                                     | ジョセフ・アカバ、NASA 3回目の宇宙飛行              |

RSAとの合意後の2017年3月に、NASAはマーク・ヴァンデハイとアレクサンダー・ミシュルキンだけが割り当てられていた第53次および第54次長期滞在にジョセフ・アカバが割り当てられることを公表した。アカバのバックアップクルーとしてはシャノン・ウォーカーが訓練を受けた。

## ミッションの概要

### 第52次/第53次長期滞在の打ち上げとドッキング
第52次/第53次長期滞在のクルーとなるランドルフ・ブレスニク、セルゲイ・リャザンスキーおよびパオロ・ネスポリを載せたソユーズMS-05は2017年7月28日に打ち上げられた。MS-05は6時間後にラスヴェット・モジュールにドッキングした。

### 2017年9月 - 研究任務の開始

#### 第53次/第54次長期滞在の打ち上げとドッキング
アレクサンダー・ミシュルキン、マーク・T・ヴァンデハイおよびジョセフ・アカバを載せたソユーズMS-06は9月13日に打ち上げられた。MS-06は6時間後にポイスク・モジュールにドッキングした。

#### ドラゴンがISSでの実験結果を持ち帰る
9月17日に、ブレスニックとネスポリがカナダアーム2を使ってスペースX CRS-12ドラゴン貨物宇宙機をドッキング解除し、ハーモニー・モジュールのドッキング・ポートを空けた。同機はカリフォルニア州ロングビーチ南西の大西洋に着水した。同機は微小重力下で幹細胞を使って成長させた肺組織、パーキンソン病の研究を助けるためのLRRK2タンパク質の大きく成長させたサンプル、そして股関節および膝関節の軟骨の減少を観察された齧歯類研究 Rodent Resarch-9 からのマウスを持ち帰った。

#### 9月の研究
ネスポリとリャザンスキーは、骨髄および骨髄で作られる血球に対する微小重力の悪影響を調べる骨髄実験の被験者となった。ブレスニックは、NASAの生物学的標本保管所への参加を表明していた33人の宇宙飛行士の一人であり、微小重力による生理学的変化についての研究の被験者となった。ヴァンデハイは、流星の化学組成を宇宙で観測するために地球大気の高解像度ビデオや画像を撮影する、メテオ実験のカメラで作業した。アカバは、混在する放射線場での測定に適した技術を有する、高速中性子分光計を設置した。リャザンスキー、ネスポリおよびブレスニックは、アキレス腱と結合する部分のふくらはぎの筋肉の劣化を調べるSarcolab-3のために自分自身を測定した。ブレスニックとネスポリは、小型のロボットアクチュエーターを用いて従来の運動装置よりも小型のパッケージでクルーの運動に動きと抵抗を与える、小型運動装置2型（Miniature Exercise Device-2, MED-2）の試験も行った。アカバは、矮性のべか菜、アモラ (マスタード)およびロメインレタスを育てるVeggie-3実験の装置をセットアップし、将来の長期滞在型宇宙ミッションでの食糧供給の基盤を作った。リャザンスキーとアカバは、ステーションの放射線環境の特徴を把握するための、ISSのアメリカ部分に放射センサーを設置した。

### 2017年10月 - 3回の船外活動とプログレス

#### EVA 1 - ロボットアームでの作業
10月5日に、ブレスニックとヴァンデハイは6時間55分の宇宙遊泳を完了した。二人はカナダアーム2の2つのラッチング・エンド・エフェクター（LEE)を交換した。両名は直流スイッチングユニットの断熱材を取り除き、柔軟なホースの回転式結合部の準備をおこなった。これはヴァンデハイにとって初めての、ブレスニックニットは3回目の宇宙遊泳だった。

#### EVA 2 - 潤滑とカメラの修理
二人組の2回目の宇宙遊泳は1週間と経たずに訪れ、ブレスニックとヴァンデハイは10月10日に6時間26分の宇宙遊遊泳を完了した。二人は自分達が10月5日に設置したLEEを潤滑し、故障しがちなカメラシステムを交換し、曇ったレンズカバーの交換とトランクイリティ・モジュール外部の2つの手すりを撤去した。これはヴァンデハイにとって2回目で、このミッションでは最後の宇宙遊泳となった。

#### プログレスMS-07での補給
10月12日の打ち上げ予定が遅延した後で、プログレスMS-07補給船はバイコヌール宇宙基地から10月14日に打ち上げられ、中国頭部の約406 km上空でステーションとドッキングした。プログレスはステーションの3トンの食料、燃料および補給品を輸送した。

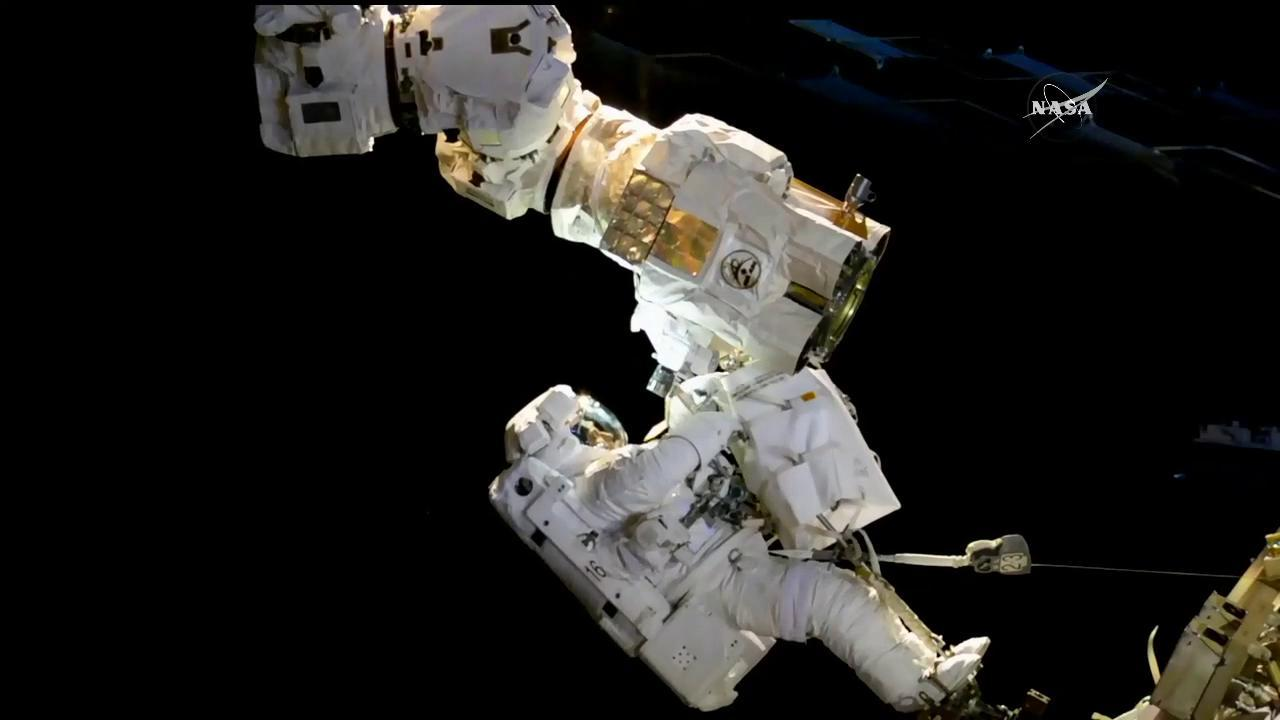
2017年10月20日のEVA 3

#### EVA 3 - カナダアーム2のカメラの設置
10月20日に、ブレスニックとアカバはこのミッションで3回目の宇宙遊泳のためにステーションから出た。二人はカナダアーム2のLEEの末端の新しいカメラシステムと、ISSの右舷トラスのHDカメラのを設置し、デクスター・ロボットアームのヒューズを交換した。ブレスニックは新しいラジエターの握り棒を設置し、2つの予備ポンプの1つを準備し、もう一つでの作業を開始した。これはブレスニックでのキャリアでの5回目の宇宙遊泳であり、合計の船外活動時間は32時間に達し、アカバの3回目の宇宙遊泳で、合計で19時間となった。

### 2017年11月 - 科学とシグナス

#### 科学大使、宇宙文化および研究
研究者およびメンテナンス技術者としての仕事に加えて、ヴァンデハイおよびアカバ宇宙飛行士は自分たちの科学および技術研究をオハイオ州クリーブランドにあるシェーカー・ハイツ高校の生徒と分け合った。乗組員はまた、"At Home in Space"（宇宙の自宅で）と呼ばれるCSAの研究のために、ステーション乗船中の生活を記録し、宇宙飛行士はそれぞれの異なる文化的背景にもかかわらず、ISSと言う隔離された閉鎖環境のために共通の宇宙文化を共有しているという仮説をテストした。ヴァンデハイは、健康への影響を強調し、乗組員の健康を維持するために、宇宙ステーション内の空気中のほこりを分析するための装置を立ち上げもした。ネスポリは正確な運動技能の研究に参加し、それらの運動技能が微小重力環境によってどのような影響を受けるかを調べた。微小重力視力障害をモニターするために、ミシュルキン、リャザンスキーおよびバンデハイはお互いの目を調べた。

#### シグナス補給船運用8号機（OA-8）S.S.ジーン・サーナンでの補給
11月11日の打ち上げの試みが延期された後で、ジーン・サーナンにちなんで名づけられたシグナス補給船は、ヴァージニア州にあるワロップス飛行施設から、11月12日にオービタルATK社のアンタレス・ロケットに載せられて打ち上げられた。宇宙機は3,338 kgの研究および補給物資とともに、11且14日にISSにドッキングした。ビゲロー拡張式活動モジュール（Bigelow Expandable Activity Module, BEAM）が、将来の積み込み作業のために膨張タンクおよびセンサーなどの余分な装備を取り除いて、11月下旬に取り付けられた。BEAMの古い装備及び不用品は、廃棄するためにシグナス補給船に積み込まれた。宇宙機は12月5日にヴァンデハイ、アカバおよび地上管制によってステーションから取り外された。

### 2017年12月 - 第54次長期滞在へのステーションの引き渡し

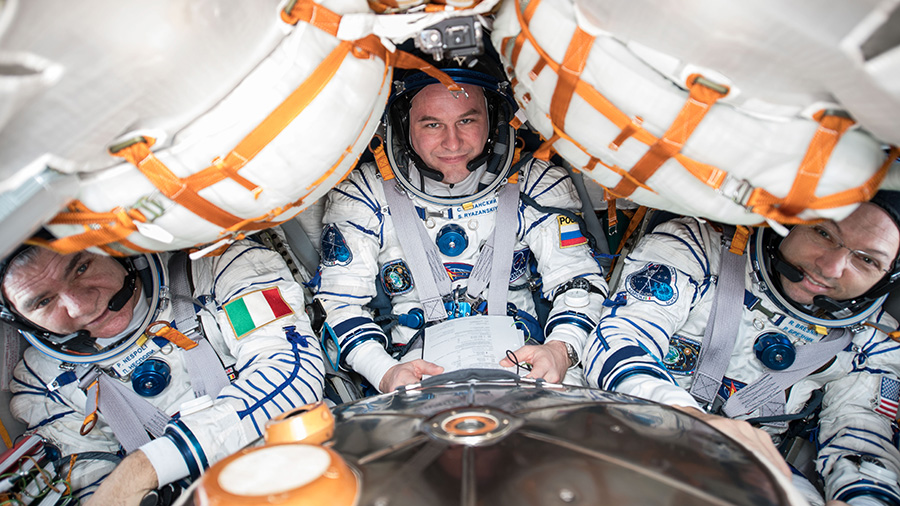
第53次長期滞在のクルー、左からソユーズMS-05に乗り込んだネスポリ、リャザンスキーおよびブレスニック

12月13日に、公式の指揮交代式において第53次長期滞在の船長、ランディ・ブレスニックはステーションを第54次長期滞在の船長であるアレクサンダー・ミシュルキンに引き渡した。12月14日のドッキング解除で第53次長期滞在が終了し、第54次長期滞在が開始された。その日の遅くにカザフスタンのジェスカスガン南東に着陸した。ミッション終了時点でブレスニックは2つのミッションで150日間の宇宙滞在を記録し、リャザンスキーは2つのミッションで306日間、そしてネスポリは3つのミッションで313日間の滞在を記録した。

## 宇宙遊泳
| EVA #                | 宇宙遊泳者 | 開始（UTC）          | 終了（UTC）          | 経過時間  |
| -------------------- | --- | -------------------- | -------------------- | --------- |
| 第53次長期滞在 EVA 1 | - ランドルフ・ブレスニク - マーク・T・ヴァンデハイ | 2017年10月5日 12:05  | 2017年10月5日 19:00  | 6時間55分 |
| 第53次長期滞在 EVA 1 | カナダアーム2のラッチング・エンド・エフェクター（LEE-A）交換、予備の直流スイッチングユニットの多層断熱材取り外し、フレックスホースの回転結合部の準備。 |                      |                      |           |
| EVA 2                | - ランディ・ブレスニック - マーク・T・ヴァンデハイ | 2017年10月10日 12:56 | 2017年10月10日 19:22 | 6時間26分 |
| EVA 2                | 全ての可動部への潤滑油を追加してカナダアーム2の修理を完了、NASA TV撮影に使用されるステーションのカメラの交換、レンズカバーの設置、高圧ガスタンクのラッチの閉鎖と固定、将来の宇宙遊泳でP6に移動する準備としてポンプモジュールを回転、劣化したラッチング・エンド・エフェクターのソケットを取り外し、カナダアーム2の新しいユニットに再設置、将来の宇宙遊泳でのEWSアンテナ設置の準備として、トランクイリティからの手すりの撤去。                                     |                      |                      |           |
| EVA 3                | - ランディ・ブレスニック - ジョセフ・アカバ | 2017年10月20日 12:46 | 2017年10月20日 19:36 | 6時間49分 |
| EVA 3                | デクスターの切れたヒューズの交換、同年内にデクスターを使って移動させる準備として、ESP2に保管されている2つのORUから多層断熱材の取り外し。3つの先行タスクが乗組員によって行われた。ESP2のポンプモジュールから多層断熱材が取り外され、ブレスニックは2つ目をほとんど完了しかけたが、所定時間が経過し、第2ポンプモジュールのフラップを閉じる必要があったので、移動は次回の宇宙遊泳で行うことになった。スペースX CRS-2で届けられたラジエター・グラップル・バーの設置。 |                      |                      |           |

## ISSへの無人宇宙飛行
第53次長期滞在中に国際宇宙ステーションに訪れた補給ミッション：
| 宇宙機 - ISS飛行番号           | 国       | ミッション | 打ち上げ者    | 打ち上げ （UTC）        | 結合/係留 (UTC) †    | 結合/係留の解除 （UTC） | 期間（結合）      | 軌道離脱             |
| ------------------------------ | -------- | ---------- | ------------- | ----------------------- | -------------------- | ----------------------- | ----------------- | -------------------- |
| プログレスMS-07 - ISS 68P      | ロシア   | 輸送       | ソユーズ2.1a  | 2017年10月14日 08:47:11 | 2017年10月16日 00:00 | 2018年3月28日 13:50     | 163日 13時間 50分 | 2018年4月26日 04:08  |
| シグナス CRS OA-8E - CRS OA-8E | アメリカ | 輸送       | アンタレス230 | 2017年11月12日 12:20:26 | 2017年11月14日 10:04 | 2017年12月6日 13:11     | 22日 3時間 7分    | 2017年12月18日 12:54 |